# Концепция эпидемиологического перехода
Концепция эпидемиологического перехода — демографическая концепция, выдвинутая и развитая в статье американского демографа и эпидемиолога А. Р. Омрана «Эпидемиологический аспект теории естественного движения населения» в 1971 году. В соответствии с концепцией, когда на смену преобладания экзогенных причин смертности приходит первенство эндогенных и квазиэндогенных, происходит радикальное изменение структуры смертности по причинам.

## Идея концепции
Начало более чем столетнего исторического сдвига относится к середине XIX века, хотя его предпосылки появлялись еще в XVIII веке. В то время к действию общих социально-экономических факторов, обусловленных развитием капитализма, прибавилось действие определенных специфических факторов, которые прямым образом влияли на здоровье и продолжительность жизни населения, причём практически независимо от уровня их доходов. Это, в первую очередь, развитие медицины и улучшение санитарно-гигиенических условий, произошедшие благодаря развитию промышленности и научно-технического и культурного прогресса в целом, но также — изменение экологических условий.
В результате упомянутых процессов смертность от эпидемий, вызванных инфекционными заболеваниями, резко упала, но возросло относительное количество смертей от заболеваний кровеносной системы и от злокачественных опухолей. Такое изменение структуры смертности и получило название эпидемиологического перехода.

## Стадии эпидемиологического перехода
Относительно причин экзо- и эндогенной природы выделяются следующие стадии эпидемиологического перехода:
1. заболевания и голод
2. снижающаяся пандемия инфекционных заболеваний
3. дегенеративные и профессиональные заболевания
4. отложенные дегенеративные заболевания

На первой стадии уменьшается или даже нивелируется смертность от наиболее опасных инфекционных заболеваний (чума, холера, оспа), а также от голода.
На второй стадии эпидемиологического перехода снижается заболеваемость и смертность от таких заболеваний как туберкулез, желудочно-кишечные инфекции, детские инфекции. При этом начинается рост заболеваемости и смертности от так называемых квазиэндогенных причин (как болезни кровеносной системы, опухоли), причём ими страдают люди все более молодого возраста. Причиной подобного являются сопряженные с процессом индустриализации факторы: загрязнение окружающей среды, увеличение физических и психологических нагрузок, приводящих к стрессам, смертность от несчастных случаев на производстве.
Третья стадия характеризуется преодолением вышеуказанных следствий индустриализации. Ставятся задачи охраны окружающей среды, улучшения условий труда и быта населения, разработка техник безопасности, пропаганда здорового образа жизни. Дальнейшее развитие медицины, ориентированность на профилактику заболеваний, уменьшает заболеваемость и смертность. В итоге средняя ожидаемая продолжительность жизни увеличивается, при этом повышается ожидаемый возраст смерти от большинства болезней.
Четвертая стадия эпидемиологического перехода наблюдается по большей части в развитых странах. Уровень смертности продолжает падать как благодаря профилактике многих заболеваний квазиэндогенной и эндогенной природы, так и благодаря прогрессу в лечении врожденных генетических болезней и пороков внутриутробного развития. Уменьшается младенческая и детская смертность, и смертность у людей пожилого и старческого возраста.
Для первых трех стадий эпидемиологического перехода характерно улучшение здоровья и продолжительности жизни детей и молодых женщин, для четвертой — пожилых и стариков, преимущественно мужчин. При этом на четвертой стадии ускоренно растет распространенность хронических болезней.

## Модели эпидемиологического перехода
Характер и темпы эпидемиологического перехода могут быть различны. Выделяются две основные модели процесса:
- Классическая западная модель — характеризуется быстрым переходом от стадии к стадии
- Современная модель — свойственна развивающимся странам, характеризуется низкими темпами эпидемиологического перехода

## Факторы эпидемиологического перехода
Выделяется множество факторов эпидемиологического перехода, влияющих на уровень смертности и продолжительность жизни. Существует несколько классификаций этих факторов:
В частности, классификация А. Омрана выделяет следующие группы факторов:
- экобиологические (состояние окружающей среды, наличие болезнетворных агентов, особенности иммунной системы человека)
- социокультурные (экономика, политика, уровень жизни, питание, гигиена)
- медицинские (санитария, лечебные и профилактические мероприятия)

Классификация В. А. Борисова:
- уровень жизни населения
- эффективность служб здравоохранения
- санитарная культура общества
- экологическая среда.